# Sweden (New York)
Sweden ist eine US-amerikanische Town im Monroe County des Bundesstaats New York. Das U.S. Census Bureau hat bei der Volkszählung 2020 eine Einwohnerzahl von 13.244 ermittelt. Sweden liegt nahe der Stadt Rochester. Im Norden der Town befindet sich das Village Brockport, sich eine Filiale der State University of New York befindet.

## Geografie
Diese Stadt liegt an der westlichen Grenze des Monroe Countys. Der Eriekanal verläuft durch den nördlichen Teil der Stadt und die Route 19 ist eine wichtige Nord-Süd-Autobahn. Sweden grenzt im Norden an Clarkson, im Westen an Orleans County, im Süden an Genesee County und im Osten an Parma und Ogden.

## Geschichte
Die Town Sweden wurde 1814 aus der Town Murray im Orleans County gegründet. Die erste Stadtversammlung von Sweden fand am 5. April 1814 statt.

## Demografie
Nach der Volkszählung von 2010 leben in Sweden 14.175 Menschen. Die Bevölkerung teilt sich 2017 auf in 90,3 % nicht-hispanische Weiße, 2,9 % Afroamerikaner, 0,1 % amerikanische Ureinwohner, 0,8 % Asiaten und 1,6 % mit zwei oder mehr Ethnizitäten. Hispanics oder Latinos machten 3,5 % der Bevölkerung aus. Das mittlere Haushaltseinkommen lag bei 56.612 US-Dollar und die Armutsquote bei 15,2 %.